# رعاية صحية غير ضرورية
الرعاية الصحية غير الضرورية هي الخدمات الصحية التي تُقدم بحجم أو تكلفة أعلى مما هو مناسب. في الولايات المتحدة الأمريكية حيث تكاليف الرعاية الصحية هي الأعلى في العالم بالنسبة الناتج المحلي الإجمالي تُشكل نفقات الرعاية الصحية غير الضرورية أكثر من ثلث نفقات الرعاية الصحية الكلية (750 مليار دولار من أصل 2.6 مليار دولار في عام 2012).
تشمل أهم العوامل التي تؤدي إلى الرعاية الصحية غير الضرورية: دفع الإخصائيين الصحيين إلى بذل المزيد من الجهود مقابل زيادة الرسوم المدفوعة، واستخدام أدوية وقائية غير ضرورية خصوصاً في الحالات التي لا يكون المريض هو الذي يدفع مقابل هذه الخدمات والأدوية وإنما شركات التأمين. قد يشير العلاج الإضافي أو الزائد عن الحاجة بالمعنى الحرفي إلى التدخلات الطبية غير الضرورية، مثل علاج الحالات المحددة لذاتها ولا تطلب علاجاً، أو إلى علاج مكثف لحالات تتطلب علاجاً محدوداً فقط.

## تعريف
يعتبر جاك وينبرغ أول من صاغ هذا المصطلح وشرحه بقوله: إنه الاختلاف غير المبرر بين حقيقة المرض والخدمات الصحية المقدمة، مع معدلات مختلفة من العلاج بناءً على الحالة المادية والاجتماعية للمريض وليس على الأساس المنطقي السريري، وأوضح وينبرغ أنه وجد في الدراسات التي بدأت في عام 1967 ونشرت في سبعينيات وثمانينيات القرن الماضي: أنَّ الفرضية التي تقول أن الطب كان مدفوعاً بالعلم والحقائق الطبية غير متوافقة مع البيانات التي رأيناها في الدراسة.
عرَّف أخصائي الأخلاقيات البيولوجية الأمريكي إيزكيل إيمانويل، وخبير الصحة فيكتور فوشز الرعاية الصحية غير الضرورية بأنها: الإفراط في استخدام الخدمات الصحية، وهي عبارة عن رعاية صحية تُقدم بحجم أو تكلفة أعلى مما هو مناسب، أما في الآونة الأخيرة فقد سعى الاقتصاديون لبيان أن الرعاية الصحية غير الضرورية هي سوء استخدام بدلاً من الاستخدام الزائد.
كتب طبيبان أمريكيان في مقال هام نُشر عام 2009: إن الرعاية الصحية غير الضرورية هي خدمات لا تظهر أي فائدة واضحة للمرضى، وقد تمثل أكثر من 30% من نفقات الرعاية الصحية الأمريكية، واستند الطبيبان إلى دراسة أجريت عام 2003 حول الاختلافات الإقليمية في الإنفاق على الرعاية الطبية، والتي خلصت إلى أن المسجلين في الرعاية الطبية في المناطق ذات الإنفاق العالي يتلقون رعاية أكثر من أولئك الذين يعيشون في المناطق الأقل إنفاقاً، ولكن ذلك لم يؤدِ لنتائج صحية أفضل. وفي يناير 2012 اقترحت لجنة الأخلاقيات وحقوق الإنسان بالكلية الأمريكية للأطباء أنه يمكن فهم المعالجة الزائدة عن الحاجة على أنه تشكل نقيضاً للرعاية الصحية المثالية التي تستخدم أكثر الوسائل فعالية لتشخيص الحالة وعلاجها بفعالية. وفي أبريل 2012 عرَّف بيرويك من معهد تحسين الرعاية الصحية، وأندرو هاكبارث من مؤسسة راند العلاج الزائد بأنه: تقديم خدمات الرعاية الصحية للمرضى للرعاية وفقاً لتفضيلات المرضى الخاصة، في حين طالب أطباء أمريكيين آخرين في أكتوبر 2015 اعتبار الرعاية الصحية غير الضرورية كخرق أخلاقي وقانوني.

## التكلفة
إذا أخذنا الولايات المتحدة الأمريكية كمثال باعتبارها أكثر بلد ينفق على خدمات الرعاية الصحية على مستوى العالم، سنجد أن عدد المرضى الذين يزورون المستشفيات أكبر ولكن عدد أيام القبول في المستشفيات أقل من بقية الدول. المشكلة الحقيقية هنا هي ارتفاع أسعار الخدمات المُقدمة، إذ إنَّ هناك استخدام أكثر لبعض التداخلات الطبية والأدوية الجديدة أكثر من أي مكان آخر في العالم، ورواتب الأطباء أكبر بعدة أضعاف من البلدان الأخرى. ذكرت صحيفة نيويورك تايمز: أنه لا أحد يعرف على وجه اليقين مقدار الرعاية الصحية غير الضرورية الموجودة في الولايات المتحدة، لم يعد الإفراط في استخدام الرعاية الطبية يشكل جزءً كبيراً من إجمالي الإنفاق على الرعاية الصحية والذي بلغ 3.3 تريليون دولار في عام 2016، كما أن زيادة استخدام خدمات الرعاية الصحية، يُعرض المرضى لخطر المضاعفات دون داعٍ، مع وجود أضرار موثقة ناتجة عن الإفراط في استخدام العمليات الجراحية وغيرها من العلاجات الدوائية.

## الأسباب
يُعتقد أن قرارات الأطباء هي السبب المباشر للرعاية الصحية غير الضرورية، على الرغم من أن الحوافز والعقوبات المحتملة التي قد يواجهونها يمكن أن تؤثر على هذه القرارات، فعندما يغطي التأمين العام أو الخاص المصاريف لا يوجد حافز للنظر في تكلفة العلاج، وهو الأمر الذي يؤدي إلى الهدر، كما أنَّ نموذج الرسوم مقابل الخدمة الذي تتبعه شركات التأمين حافز كبير للإفراط في استخدام الخدمات الصحية غير الضرورية لأن مقدمي الرعاية الصحية (الأطباء والمستشفيات) يتلقون إيرادات من العلاج الزائد غير الضروري.

## قوانين سوء الممارسة الطبية
يعمل الأطباء في الولايات المتحدة على حماية أنفسهم من الملاحقة القانونية، وفي سبيل ذلك يسعون لطلب تحالي مخبرية والقيام بإجراءات طبية غير ضرورية من الناحية السريرية، تفسر بعض الدراسات التكاليف الطبية المرتفعة بسبب قوانين سوء الممارسة الطبية آنفة الذكر، ولكن غرانواند أوضح أنَّ ذلك لم يسهم إلا بزيادة قدرها 2.4% من إجمالي نفقات الولايات المتحدة الأمريكية على الرعاية الصحية عام 2008 والبالغ 2.3 تريليون دولار.

## أمثلة

### التصوير
يُعرَّف الاستخدام المفرط للتصوير التشخيصي مثل الأشعة السينية والأشعة المقطعية على أنه أي استخدام من غير المرجح أن يحسن رعاية المرضى أو يقدم فوائد حقيقية لهم، وتشمل العوامل التي تساهم في الاستخدام المفرط للتصوير الطبي التشخيصي: التصوير بناءً على رغبة المريض، العوامل ذات الدوافع المالية، عوامل نظام التأمين الصحي، الإعلام، قلة الوعي.
قامت المنظمات الطبية المرموقة مثل الكلية الأمريكية للأشعة والكلية الملكية لأخصائيي الأشعة وأنظمة الصحة العالمية بتطوير معايير لاستخدام التصوير الطبي، وقدرت الرابطة الكندية لأخصائيي الأشعة في عام 2009 أن 30% من التصوير الطبي غير ضروري في نظام الرعاية الصحية الكندي، وأظهرت دراسات الرعاية الطبية لعام 2008 إفراطاً في استخدام التصوير المقطعي المحوسب للصدر.